# Magic Man
Magic Man – amerykański film fabularny z 2009 roku w reżyserii debiutanta Roscoe Levera, zrealizowany na podstawie scenariusza autorstwa Brenta Huffa i George'a Saundersa (powstałego z kolei wedle pomysłu Michaela S. Feinsteina).

## Obsada
- Billy Zane jako Darius
- Alexander Nevsky jako detektyw Orloff
- Estelle Raskin jako Tatiana
- Armand Assante jako Taper
- Bai Ling jako Samantha
- Robert Davi jako Simpson
- Christina Vidal jako Elena
- Andrew Divoff jako Rudolph Treadwell
- Sarah Jayne Jensen jako Vera
- Richard Tyson jako detektyw Rogers